# سیارک ۲۵۶۱۲
سیارک ۲۵۶۱۲ (به انگلیسی: 25612 Yaoskalucia، نامگذاری:2000AZ22)۲۵۶۱۲مین سیارک کشف شده‌است که در ۰۳ ژانویه ۲۰۰۰ کشف شد.